# حدادة
الحدّاد هو حرفي يمتهن صناعة الأشياء من الحديد المطاوع أو الصلب عن طريق حدادة (تشكيل) المعدن أي باستخدام أدوات الطرق واللي والقطع (بخلاف السمكري). يقوم الحدّاد بتصنيع أشياء مثل البوابات والشبكات وقضبان الدرابزين وتجهيزات الإضاءة والأثاث والتماثيل المنحوتة والمعدات والأدوات الزراعية إضافة إلى مواد الزخرفة والمستلزمات الدينية وأواني الطبخ وأيضًا الأسلحة.
وعلى الرغم من الاستخدام الشائع، فإن الشخص الذي يقوم بتركيب حدوة الأحصنة هو البيطار (برغم أن الحدّاد قد يقوم بتصنيع الحدوات). ويمارس الكثير من البيطاريين كلتا الحرفتين، ولكن معظم الحدّادين المعاصرين أو الهندسيين لا يفعلون ذلك.

## أصل المصطلح
تم اشتقاق مصطلح «الحدّاد» من نشاط «تشكيل» الحديد أو المعدن «الأسود» - وسمي بهذا الاسم نظرًا للون المعدن بعد تسخينه.

## عملية الحدادة
يعتمد عمل الحدادين في المقام الأول على الحديد المطاوع والصلب. وتشير كلمة "black" بمعنى «أسود» في المصطلح الإنجليزي "blacksmith" الذي يعني «حدّاد» إلى قشرة النار السوداء، وهي طبقة من الأكاسيد التي تتشكل على سطح المعدن أثناء تسخينه. كما أن الكلمة "smith" في "blacksmith" مشتقة من الكلمة القديمة "smite" (يضرب بقوة). وبهذا أصبحت كلمة "blacksmith" بمعنى «الحدّاد» أي الشخص الذي يطرق الحديد الأسود.
يعمل الحدادون من خلال تسخين قطع من الحديد المطاوع أو الصلب حتى يصبح المعدن لينًا بما يكفي لتشكيله باستخدام الأدوات اليدوية مثل المطرقة والسندان والإزميل. ويجري التسخين عن طريق استخدام المسبك الذي يعمل بوقود البروبان أو الغاز الطبيعي أو الفحم أو الفحم النباتي أو فحم الكوك أو النفط.
وقد يستخدم أيضًا بعض الحدادين في العصر الحديث الأكسجين والأستيلين أو ما شابه مثل موقد اللحام لتوفير المزيد من السخونة الموضعية. وتلقى طرق التسخين بالحث رواجًا بين الحدادين المعاصرين.
يعد اللون عاملاً مهمًا للدلالة على درجة الحرارة وقابلية تشكيل المعدن: فبينما يتم تسخين الحديد لرفع درجات الحرارة، فإنه يتوهج باللون الأحمر ثم يتحول إلى البرتقالي فالأصفر وأخيرًا الأبيض. ويتم الوصول للسخونة المثالية لمعظم عمليات التشكيل من خلال الوصول إلى مرحلة اللون الأصفر البرتقالي المتوهج والتي تعرف على نحو ملائم باسم «سخونة التشكيل». ونظرًا لضرورة توفر القدرة على رؤية لون توهج المعدن، يلجأ بعض الحدادين للعمل في ظروف معتمة أو خافتة الضوء. بينما يعمل الغالبية منهم في بيئات ذات إضاءة جيدة. وتكمن الفكرة الأساسية في توفر ضوء ثابت غير ساطع بدرجة كبيرة. فعلى سبيل المثال، لا تظهر الألوان بوضوح في ضوء الشمس المباشر.
وقد تنقسم أساليب الحدادة تقريبًا إلى التشكيل (أحيانًا يسمى «النحت») واللحام والمعالجة بالتسخين والتنعيم.

### التشكيل
التشكيل هو عملية تشكيل المعدن بواسطة الطرق. وتختلف عملية التشكيل هذه عن التشغيل بالماكينات، حيث لا يتم كشط المادة في هذه العملية بل يتم طرق الحديد مكونًا شكل. وحتى عمليات الثقب والقطع (فيما عدا عملية تهذيب الزوائد) التي يجريها الحدادون تعمل عادة على إعادة ترتيب المعدن حول الثقب أكثر من ثقبه كما هو الحال في الخراطة.
هناك سبع عمليات أو أساليب أساسية يتم استخدامها في التشكيل وهي: السحب والتجعيد (نوع من الفلطحة) واللي والفلطحة والتطريق والثقب واللحام بالحرارة.
تستخدم هذه العمليات بوجه عام المطرقة والسندان على الأقل، ولكن يستخدم الحدادون أيضًا أدوات وأساليب الأخرى للتكيف مع مهام الحدادة ذات الأحجام الغريبة أو المتكررة.

#### السحب
في عملية السحب، يتم تطويل المعدن كتيرا من خلال تقليل أحد البعدين الآخرين أو كليهما. وعندما يقل العمق، يضيق العرض تبعًا لذلك، أو تطول القطعة و«تتمدد».
وكمثال على السحب، حداد يصنع إزميلاً قد يعمل على تسوية قضيب مربع من الصلب، وإطالة المعدن مما يؤدي إلى تقليل عمقه ولكن مع الاحتفاظ بالعرض ثابتًا.
وليس من الضروري أن يكون السحب منتظمًا. فقد ينتج عن السحب استدقاق الطرف كما يحدث عند صنع إسفين أو ريشة إزميل النجارة. فإذا ما تم الاستدقاق على بعدين، فسينتج عن ذلك نقطة.
يمكن إجراء السحب بمختلف الأدوات والطرق. توجد طريقتان تقليديتان لا يستخدم فيهما سوى المطرقة والسندان، وهما الطرق على قرن السندان والطرق على وجهه باستخدام حد المطرقة المستعرض.
وهناك طريقة أخرى للسحب تتم باستخدام أداة تعرف باسم المحزاز أو حد المطرقة لإسراع عملية سحب أي قطعة معدنية سميكة. (ويعرف هذا الأسلوب باسم التحزيز من الأداة). ويتكون التحزيز من طرق سلسلة من التعاريج مع الحواف المقابلة عموديًا مع المقطع الطويل من القطعة المراد سحبها. ويبدو التأثير الناتج إلى حد ما كأمواج بطول الجزء العلوي للقطعة. ثم تنقلب المطرقة لتستخدم الوجه المفلطح وتطرق الأجزاء العلوية من الحواف لتصبح بمستوى الأجزاء السفلى من التعاريج. وسوف يؤدي ذلك إلى زيادة طول المعدن (وعرضه في حالة عدم مراقبته) بشكل أسرع كثيرًا من مجرد الطرق بوجه المطرقة المفلطح.

### التجميد
يتميز التجميد، رغم تشابهه مع الفلطحة، بأنه مناقض تمامًا لعملية السحب. فبينما تتقوس حافة أي قطعة مستوية - كما في صناعة شكل السلطانية، تصبح الحافة مموجة كما تنتفخ المادة لأعلى في نصف قطر أقصر. وعند هذه النقطة، يجري تسخين الجزء المموج وأيضًا طرق الأمواج بلطف حتى تستوي تمامًا لتواكب الشكل المطلوب. إذا ما قارنت حافة الشكل الجديد بالقطعة الأصلية، لوجدت أن المادة قد صارت أكثر سمكًا. يرجع هذا الاختلاف في السمك إلى دفع المادة الإضافية التي تشكل الأمواج إلى حافة متجانسة يكون نصف قطرها أصغر من ذي قبل.

### اللي
يتيح تسخين الحديد إلى «سخونة التشكيل» إمكانية اللي كما لو كان معدنًا لينًا وقابلا للإطالة مثل النحاس أو الفضة.
يمكن تنفيذ اللي بواسطة الطرق بمطرقة فوق قرن السندان أو حافته أو بواسطة إضافة شوكة لي داخل ثقب المقطعة (الثقب المربع أعلى السندان) ووضع قطعة العمل بين سنون الشوكة ولي المادة بالزاوية المطلوبة. ويمكن تجهيز الالتواءات وإحكام ثنيها أو توسيعها بالطرق عليها بطريقة ملائمة فوق الجزء المشكل من السندان.
تتميز بعض المعادن بأنها «تقصف على الساخن»؛ أي تفقد مقاومة الشد عند التسخين. تصبح تلك المعادن مثل البلاستيسين:، على الرغم من أنه لا يزال من الممكن معالجتها بالضغط إلا أن محاولة تمديدها حتى عن طريق اللي أو اللف من المحتمل أن تؤدي إلى تشققها وتفككها. يمثل ذلك مشكلة بالنسبة لبعض أنواع الصلب التي تستخدم لصنع الشفرات؛ حيث يجب العمل بحرص معها لتفادي حدوث الشقوق الخفية التي قد تسبب عطلاً في المستقبل. وعلى الرغم من ندرة التعامل اليدوي مع التيتانوم، إلا إنه معدن يقصف على الساخن. فحتى عمليات الحدادة الشائعة مثل لف قضيب بطريقة زخرفية تعد أمرًا مستحيلاً مع هذا المعدن.

### الفلطحة
الفلطحة هي عملية زيادة سمك المعدن في بعد واحد عن طريق تقصير البعد الآخر. ويتمثل أحد أشكالها في تسخين طرف القضيب ثم الطرق عليه كما لو كنت تقوم بتدوير مسمار: يصبح القضيب أقصر ويتسع الجزء الساخن. وبدلاً من الطرق على الطرف الساخن، فيمكن وضع الطرف الساخن على السندان والطرق على الطرف البارد.

#### الثقب
قد يتم الثقب بهدف إنشاء قالب زخرفي أو لعمل ثقب. على سبيل المثال، في الإعداد لصناعة رأس مطرقة قد يثقب الحدّاد ثقبًا في لوح أو قضيب ثقيل لعمل مقبض مطرقة. ولا يقتصر الثقب على عمل الفتحات والثقوب. فهو يشتمل أيضًا على القطع والشق والتخريم - ويجري كل ذلك بواسطة إزميل.

#### تجميع العمليات
غالبا ما يتم تجميع عمليات التشكيل الخمس الأساسية لإنتاج المنتج النهائي وتهذيبه بحيث يخرج بالشكل المطلوب. وعلى سبيل المثال، من أجل تصنيع رأس مطرقة ذات حد مستعرض، يبدأ الحداد بقضيب قطره قريب من قطر وجه المطرقة: تُخرم فتحة المقبض وتُثقب (يتم التوسيع بإدخال أو إمرار أداة أكبر حجمًا) ثم يقتطع من الرأس (يُخرم ولكن بإسفين) ويسحب على إسفين ومن ثم تُركّب الرأس عن طريق الفلطحة بالطرق على الساخن.
وكما هو الحال عند صنع الإزميل، فإن المطرقة تتمدد عرضًا لأنه تم تطويلها عن طريق السحب. ولذلك فكثيرًا ما يقوم الحداد بقلب الإزميل المصنّع ليكون على جانبه ثم يطرق الجزء الخلفي لأسفل - مما يؤدي إلى فلطحته بالطرق - ليتم ضبط العرض والمحافظة على العرض الصحيح للمعدن.
أما إذا رأى الحداد أن هنالك حاجة إلى وضع حنية بزاوية 90 درجة في القضيب واحتاج إلى زاوية حادة على السطح الخارجي للحنية، فإنه يبدأ بالطرق على طرف غير مسنود ليصنع الحنية المنعطفة. بعد ذلك، ومن أجل «تضخيم» القطر الخارجي للحنية، فإنه يحتاج إلى دفع أحد طرفيها أو كليهما للخلف لتملأ نصف قطر الانحناء. ولذلك، فإنه يطرق على نهايتيها إلى أسفل داخل الحنية مفلطحًا إياه بالطرق على حافة الحنية. ثم يأتي دور الحداد في تسوية الثنية عن طريق سحب الجوانب للحفاظ على السمك المطلوب. وربما يستمر الطرق - الفلطحة ثم السحب - حتى يتشكل المنحنى على النحو المطلوب. وهذه العملية تعنى أساسًا باللي، أما السحب والفلطحة فما هو إلا لتحسين الشكل.

### اللحام
اللحام هو توصيل المعادن المتماثلة أو المتشابهة في النوع.

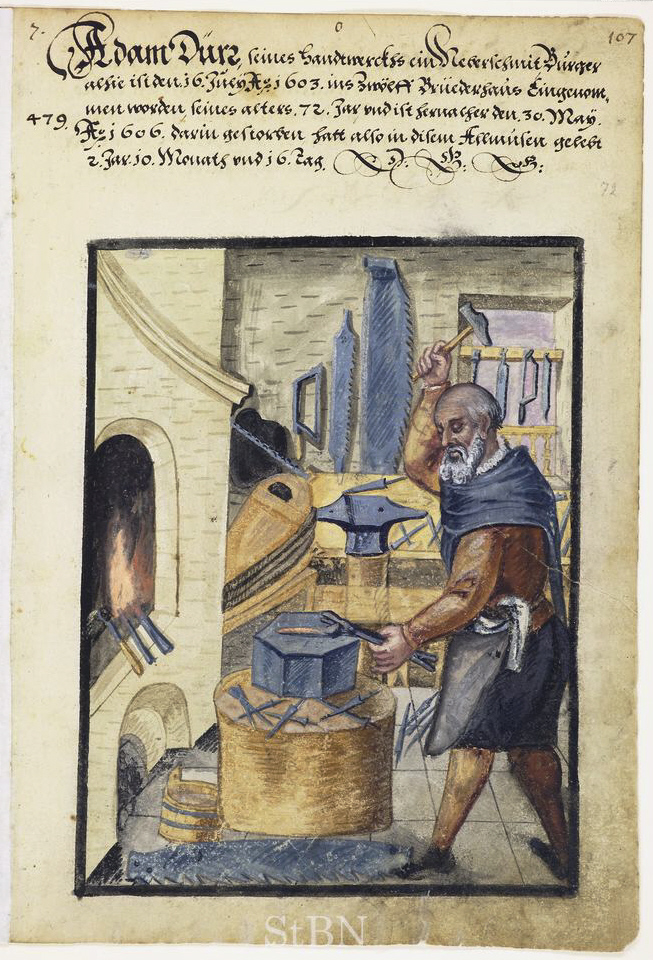
حداد، عام 1606

يتوفر للحداد في العصر الحديث مجموعة من الخيارات والأدوات التي تساعده في عمله. وأنواع اللحام الرئيسية التي يشيع استخدامها في الورش الحديثة تتضمن لحام التطريق التقليدي، فضلاً عن الطرق الحديثة التي من بينها اللحام بالغاز واللحام بالقوس الكهربائي.
في لحام التطريق، يتم تسخين الأجزاء قبل توصيلها حتى تصل إلى ما يعرف باسم «سخونة اللحام». بالنسبة للصلب الطري، فيمكن لمعظم الحدادين معرفة درجة حرارته بناءً على لونه: حيث يتوهج المعدن باللون الأصفر الفاقع أو الأبيض. وحينئذ يعلم أن الصلب على وشك الانصهار.
ربما يؤدي وجود أي مادة غريبة في اللحام كالأكسيدات أو «القشور» التي تتكون أصلاً من النار إلى إضعافه ويحتمل أن يتسبب ذلك في تصدعه. ولذا ينبغي الحفاظ على نظافة أسطح المزاوجة. ولكي يحقق الحداد ذلك، فإنه يتأكد من أن النار هي نار مختزلة: أي أن في قلبها الكثير من الحرارة والقليل من الأكسجين. كذلك، يشكّل الحداد أوجه المزاوجة تشكيلاً دقيقًا بحيث تنضغط المعادن الغريبة أثناء التوصيل. ولتنظيف الأوجه وحمايتها من التاكسد ولتوفير وسيط لنقل المعادن الغريبة إلى خارج اللحام، فإن الحداد يستخدم أحيانًا مساعد الصهر - مسحوق البوراق أو رمال السيليكا أو كليهما.
ويبدأ الحداد أول ما يبدأ بتنظيف الأجزاء المراد توصيلها بفرشاة سلكية، ثم يضع هذه الأجزاء في النار لتسخينها. وتتشكل الأوجه بعد مزيج من السحب والفلطحة حيث تتصل من المركز بعد تجميعها النهائي ثم يمتد اللحام خارجيًا بفعل ضربات المطرقة ودفع مساعد الصهر (إن وجد) وخلوه من المعادن الغريبة.

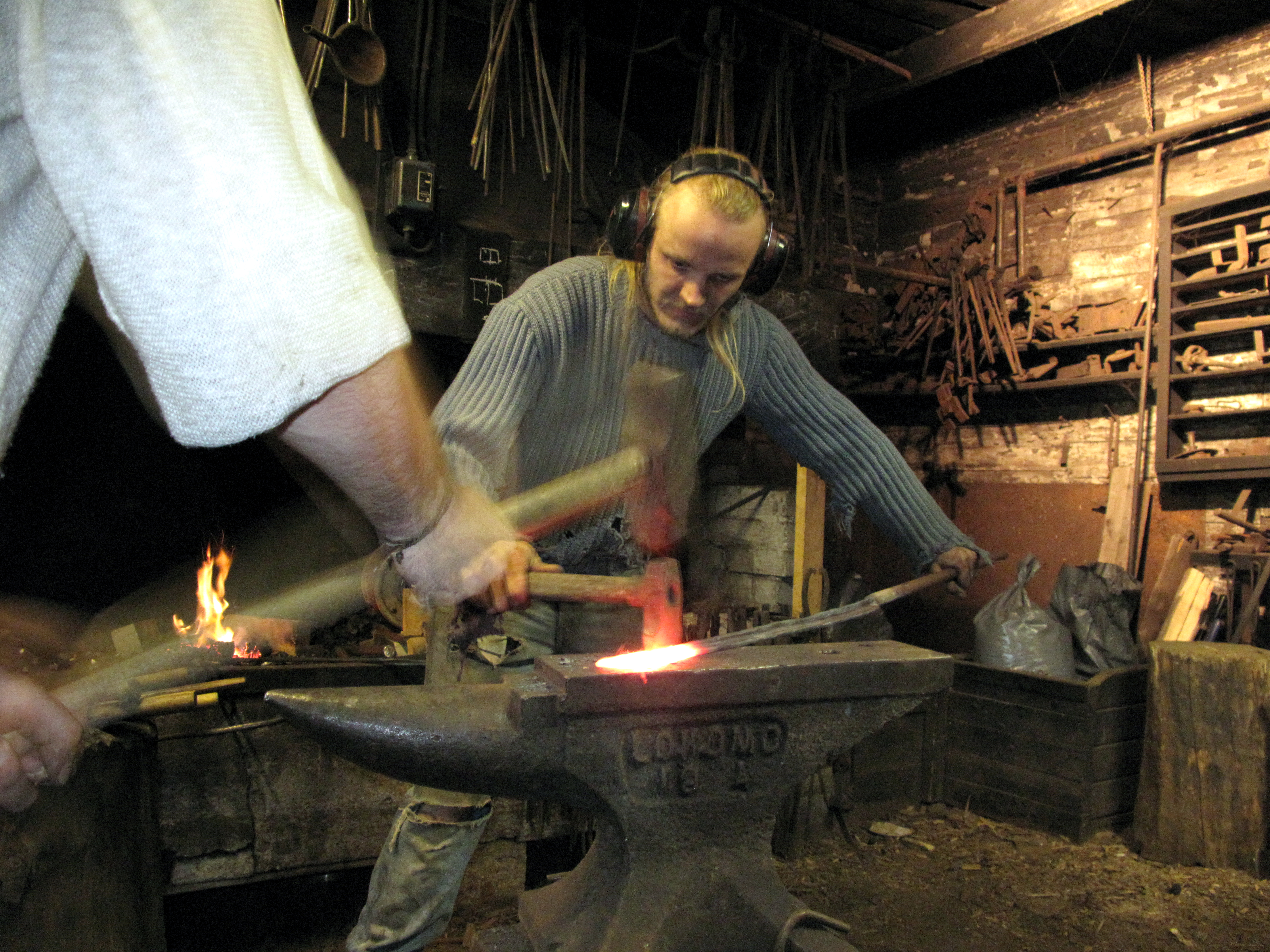
حداد ماهر وعامل تطريق يعملان معًا في تناغم.

يعاد المعدن بعد تسويته إلى النار إلى أن يصل لدرجة حرارة ما قبل الانصهار ثم يبعد عن النار ثم يُنظف. وأحيانًا يُستخدم مساعد الصهر ليمنع الأكسجين من الوصول إلى المعدن أو إحراقه أثناء عملية التشكيل، ومن ثَمّ يُعاد وضعه في النار. وفي هذه الخطوة يراعي الحداد الحفاظ على المعدن من فرط السخونة. وليس الأمر سهلاً كما يبدو، لأنه لا بد أن يتم إخراج المعدن من النار لكي يراه أي أن المعدن يتعرض للهواء الذي قد يؤدي إلى تأكسده في لمح البصر. لذا قد يلجأ الحداد إلى جس النار بقطعة من السلك الصلب مع الحث الخفيف لأوجه المزاوجة. إذا التصقت نهاية السلك بالمعدن، فإنه يكون في درجة حرارة مناسبة (يتكون لحام خفيف عندما يتلامس السلك مع الوجه ما يؤدي إلى التصاقهما).
وجرت العادة بأن يضع الحداد المعدن في النار بقدر يمكنه من رؤية المعدن ولا يسمح للهواء المحيط بالوصول إلى سطحه.
(جديرٌ بالذكر أنه لا يتم دومًا استخدام مساعد الصهر، وخاصة في المملكة المتحدة.)
والآن ينتقل الحداد إلى هدف خاطف. يأخذ المعدن من النار ويضعه بسرعة على السندان - حيث يتم تجميع أوجه المزاوجة معًا مع ضربات خفيفة بالمطرقة لإحداث اتصال كامل بينها وإخراج مساعد الصهر بالضغط - ثم يعيده إلى النار مرة أخرى.
يبدأ اللحام بالطرق ولكن غالبًا ما تكون الوصلات ضعيفة وناقصة، لذا تُسخَّن ثانية إلى درجة حرارة اللحام ويعاد اللحام مع ضربات خفيفة «لتثبيت» اللحام، وفي النهاية يسوي اللحام ليخرج بالشكل المناسب.

### التنعيم

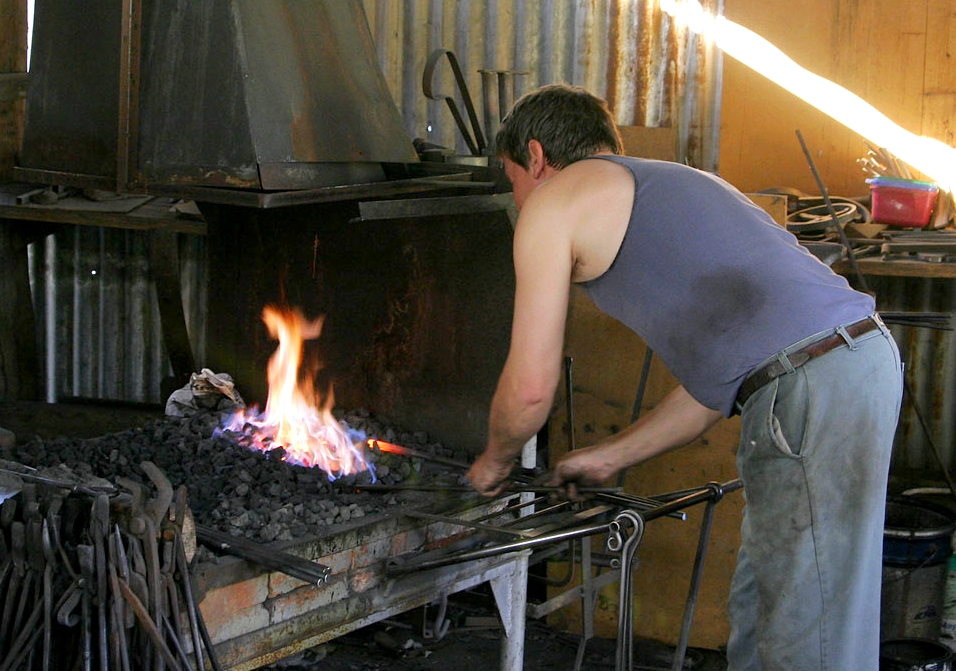
حداد أثناء عمله

بحسب الاستخدام المراد من القطعة، يمكن للحداد تنعيمها بعدة طرق منها:
- قد يكون المشغل الهزاز البسيط الذي نادرًا ما يستخدمه الحداد في ورشته هو أبسط أدوات التنعيم: طرقة على السندان لإزالة القشور وتلميعه بالفرشاة السلكية.
- قد يستخدم المبرد في الحصول على الشكل النهائي وإزالة الحواف الرائشة والحادة وتنعيم السطح الخارجي.
- المعالجة الحرارية والتصليد المغلف للحصول على الصلابة المطلوبة.
- يمكن استخدام الفرشاة السلكية سواء اليدوية منها أو الكهربية لمزيد من تنعيم السطح وصقله وتلميعه.
- أحجار الشحذ وأوراق الكشط وعجل السنفرة يمكنها زيادة تنعيم السطح وصقله وتلميعه.

هناك مجموعة من المعالجات والطلاءات النهائية تعمل على منع تأكسد المعدن وتحسين الشكل الخارجي للقطعة أو تغييره. ويختار الحداد نوع الطلاء النهائي بخبرته الطويلة بناءً على نوعية المعدن والاستخدام المصنوع من أجله. وتتضمن أنواع الطلاءات النهائية على سبيل المثال لا الحصر: الدهان والورنيش والدهان بالأزرق والدهان بالبني والزيت والشمع.

## عامل التطريق
عامل التطريق هو مساعد للحداد (في الغالب صبي)، وظيفته الطرق بـ مطرقة ثقيلة ضخمة الحجم في عمليات التشكيل الثقيلة ويعمل وفقًا لتوجيهات الحداد. ففي عمله، يمسك الحداد بالحديد الساخن (بملقط) على السندان بإحدى يديه، ويشير إلى الموضع المراد طرقه بالتأشير عليه بمطرقة صغيرة في يده الأخرى: حينئذ ينزل عامل التطريق ويطرق بقوة على الموضع المشار إليه بمطرقته الثقيلة. وفي القرن العشرين والقرن الحادي والعشرين، تلاشت هذه الوظيفة تدريجيًا وصارت أوتوماتيكية بعد استخدام المطرقة السقاطة أو المطارق الترددية.

## مواد الحدادة
عندما يتعرض خام الحديد للصهر إلى مادة قابلة للاستخدام، فعادة ما يوجد مقدار معين من الكربونيكون مسبوكا مع الحديد. (يعد الفحم النباتي كربونًا نقيًا.) يؤثر مقدار الكربون تأثيرًا كبيرًا على خصائص المعادن. وإذا زادت نسبة الكربون على 2%، فحينها يسمى المعدن حديد الزهر، وذلك لأن لديه نقطة انصهار منخفضة نسبيًا مما يُسهل تشكيله. ومع ذلك، فإن هذا الحديد هش جدًا، ولا يمكن تشكيله ومن ثم، لا يستخدم في الحدادة. أما إذا كان محتوى الكربون بين 0.25% و2%، فإن المعدن الناتج سيكون أدوات مصنعة من الصلب، التي يمكن معالجتها حراريًا على النحو الذي نوقش أعلاه. وعندما يكون محتوى الكربون أقل من 0.25%، يكون المعدن حينها «حديد مطاوع (الحديد المطاوع لا ينصهر ولا يمكن أن ينتج عن هذه العملية)» أو «الصلب اللين». وهذه البنود غير قابلة للتبديل أبدًا. في مراحل ما قبل الصناعة، كان الحديد المطاوع هو المادة المفضلة للحدادين. يحتوي هذا الحديد على نسبة منخفضة جدًا من الكربون، ويشتمل أيضًا على ما يصل إلى 5% من خبث سيليكات الحديد الزجاجية في شكل العديد من الأضلاع الرفيعة جدًا. يؤثر محتوى الخبث هذا على الحديد ليصبح متينًا جدًا، ويزوده بمقاومة شديدة ضد الصدأ، ويسهل عملية «اللحام بالحرارة والتطريق»، التي دائمًا ما يضم الحداد فيها قطعتين من الحديد أو قطعة من الحديد وقطعة من الصلب عن طريق تسخينهما حتى تبيض النار تقريبًا ثم طرق بعضهم البعض. يعد اللحام بالحرارة والتطريق أكثر صعوبة مع الصلب اللين الحديث وذلك لأنه يتسم بنطاق أضيق لدرجات الحرارة التي ستقوم باللحام. تتطلب طبيعة ألياف الحديد المطاوع معرفة التشكيل الصحيح لأي أداة ستخضع للضغط ومهارة القيام بذلك. يتم إنتاج الصلب الحديث إما باستخدام الفرن اللافح أو أفران القوس. يُنتج الحديد المطاوع بواسطة عملية كثيفة العمالة تسمى «التسويط»، لذا فإن هذه المواد تعد منتجًا متخصصًا يصعب العثور عليه الآن. بوجه عام، يستخدم الحدادون في العصر الحديث الصلب اللين لصناعة أشياء كان يتم تصنيعها في المعتاد من الحديد المطاوع. يُستخدم الحديد النقي أحيانًا في العملية الإلكتروليتية.
بالإضافة إلى ذلك، يدمج العديد من الحدادين موادًا مثل البرونز أو النحاس أو النحاس الأصفر في المنتجات الفنية. ويمكن أيضًا تشكيل الألومنيوم والتيتانيوم عن طريق عملية الحدادة. تختلف استجابة كل مادة تحت المطرقة عن الأخرى وعلى الحدادين دراسة كل مادة على حدة.

## مصطلحات

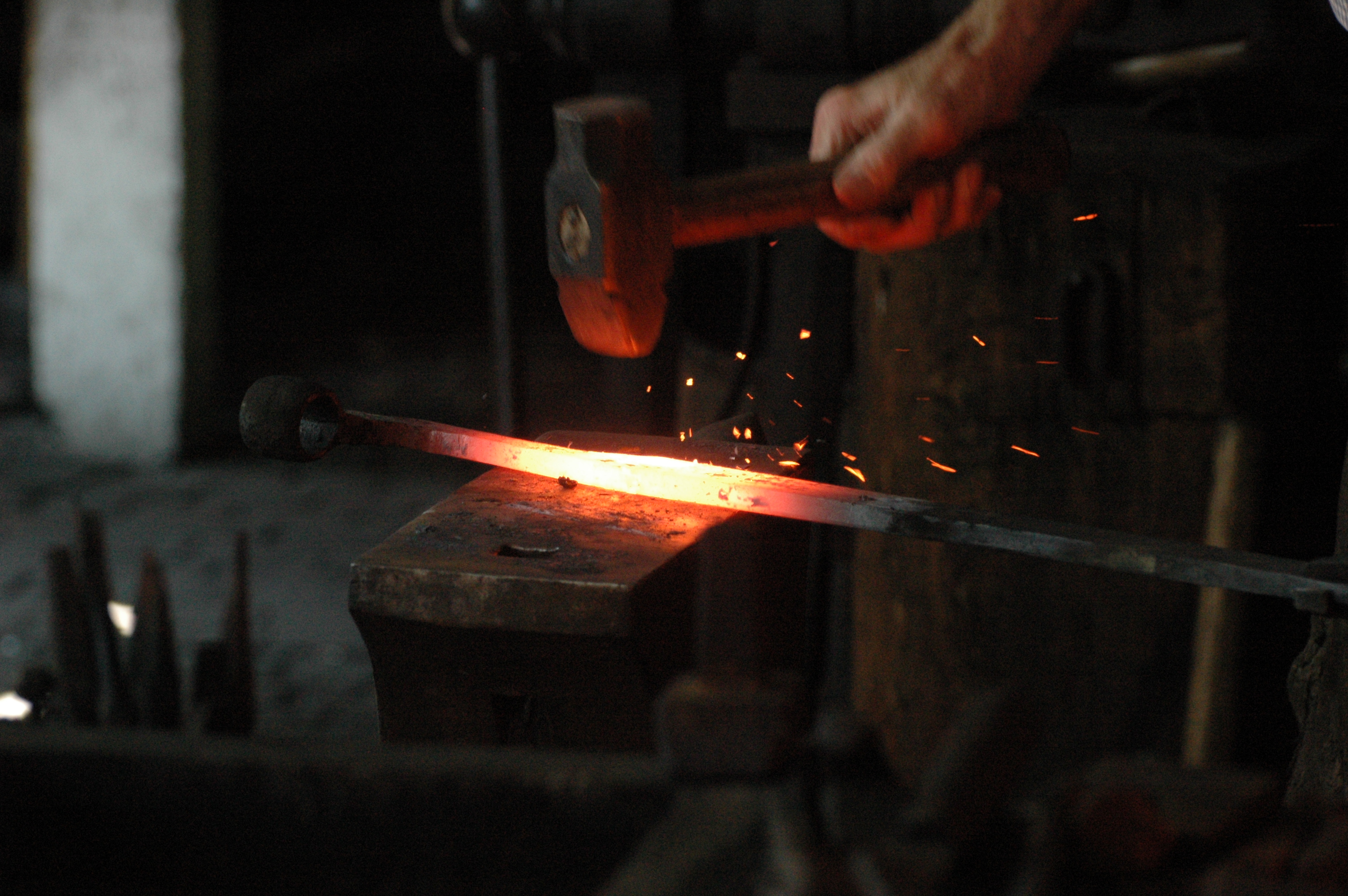
تشغيل معدن ساخن لدى حداد

- الحديد هو عنصر معدني يوجد في الطبيعة. وتقريبًا لم يتم العثور على الحديد أبدًا في شكله الأصلي (الحديد النقي) في الطبيعة. وعادة ما يوجد في صورة أكسيد أو كبريتيد، مع العديد من عناصر شوائب أخرى مخلوطة فيه.
- الحديد المطاوع هو أنقى شكل للحديد، كما يتم استخدامه أو إنتاجه بكميات. قد يحتوي على نسبة صغيرة تبلغ 0.04% من الكربون (حسب الوزن). ومن خلال الأسلوب التقليدي لتصنيع الحديد المطاوع، يحتوي هذا الحديد على أنسجة داخلية ليفية. وكي تكون حدادة الحديد المطاوع ذات جودة عالية فيجب أن توضع تلك الألياف في الاعتبار أثناء التشكيل؛ حيث إن قوة الحديد تعد أفضل إلى جانب هذه الحبيبات وليس من دونها. أصبحت معظم الشوائب المتبقية من عملية الصهر الأولية متمركزة في سيلياكات الخبث وواقعة بين أنسجة الحديد. ينتج هذا الخبث أحد الآثار الجانبية الجيدة أثناء اللحام بالحرارة والتطريق. عندما تنصهر السيليكات، فإن ذلك يتسبب في الصهر الذاتي للحديد المطاوع. يصبح الخبث زجاجًا سائلاً يغطي الأسطح المكشوفة للحديد المطاوع ويمنع الأكسدة التي قد تعترض عملية اللحام الناجحة.
- الصلب هو خليط من الحديد وتتراوح نسبة الكربون فيه من 0.3% إلى 1.7% حسب الوزن. يسمح وجود الكربون للصلب بتشكيل واحدة من التكوينات البلورية المختلفة والعديدة. وبالعين المجردة، يبدو أن هذا الأمر يشبه القدرة على «تقوية صلابة قطعة الصلب وانعدامها» خلال عمليات متنوعة من المعاملة الحرارية. إذا كانت نسبة الكربون تحتفظ بثباتها، فإنها عملية قابلة للعكس. قد ينتج عن خلط الصلب بنسبة أعلى من الكربون الوصول إلى مستوى أعلى من الحد الأقصى للصلابة.
- الحديد الزهر هو الحديد الذي يحتوي على نسبة كربون تتراوح من 2.0% إلى 6% حسب الوزن. توجد به نسبة كبيرة من الكربون مما يتسبب في عدم صلابته. إذن، يعد الحديد الزهر معدنًا هشًا ويمكن كسره كالزجاج. ولا يمكن تشكيل الحديد الزهر دون معاملات حرارية خاصة لتحويله إلى حديد طروق.

ولا يمكن تقوية الصلب الذي يحتوي على نسبة كربون أقل من 0.6% بواسطة معاملة حرارية تكفي لصنع أدوات صلب قوية مفيدة. وفيما يلي، سيشار إلى الحديد المطاوع والحديد الذي يحتوي على نسبة منخفضة من الكربون وأنواع أخرى من الحديد اللين غير المقوى دون تمييز بمصطلح الحديد.

## التاريخ وما قبل التاريخ والدين والميثولوجيا

### الميثولوجيا

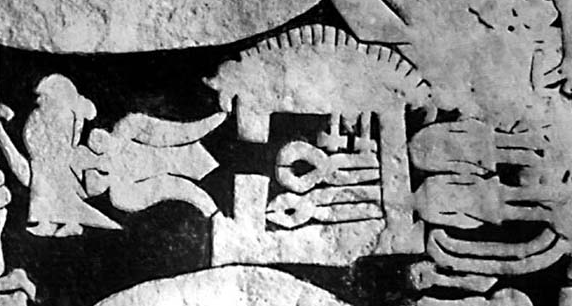
وايلاند في المنتصف، وابنة نيويو (Níðuð)، بوفيلدر (Böðvildr) على اليسار، وأبناء الملك نيويو (Níðuð) الراحلون مختفون على يمين الورشة. بين البنت وورشة الحدادة، يمكن رؤية وايلاند في النسر الذي يطير بعيدًا. من حجر صورة آردر الثامن في جوتلاند

في الميثولوجيا الهندوسية، الإله النجار تفاستار (Tvastar) والمعروف أيضًا باسم فيشاكارما (Vishvakarma) وهو حداد من ديفاس. ويمكن الاطلاع على أحدث مراجع تفاستار في ريجفيدا.
هيفيستوس (اللاتينية: النار) كان حدادًا من الآلهة في الإغريق والميثولوجيا الرومانية. كان هيفيستوس أعلى الحرفيين مهارة والذي شكل الحديد على هيئة نار، أنشأ هيفيستوس معظم الأسلحة للآلهة، فضلاً عن مساعداته الجميلة للحدادين غيره وشباك الصيد المعدنية المعقدة المذهلة. كان هيفيستوس إله تصنيع المعادن والنار والحرفيين.
في الميثولوجيا الكلتية، دور الحداد يحدده شخصيات مسماوية (أي أسماؤهم تعني 'حداد'): جويبنيو (Goibhniu) (أساطير أيرلندية لدورة تواثا دو دانان (Tuatha Dé Danann)) أو جوفانون (Gofannon) (أساطير ويلزية/المابينوجيون)
الحداد وايلاند الأنجلوسكسوني، معروف في الإسكندافية القديمة على أنه فولندر (Völundr)، وهو حداد بطولي في الميثولوجيا الألمانية. قالت قصائد إيدا الشعرية أنه شكّل حلقات الذهب الجميلة مع أحجار كريمة رائعة. اعتقله الملك نيونور (Níðuðr)، الذي كبله بقسوة وسجنه على جزيرة. وانتقم فولندر في نهاية المطاف بقتل أبناء الملك نيونور (Níðuðr) وشكّل أشياء للملك من جماجمهم وأسنانهم وعيونهم. ثم أغرى ابنة الملك وهرب يضحك على أجنحة صنعها بنفسه.
سيبو إيلمارينين، عامل التطريق الخالد، حداد ومخترع في كاليفالا، وهو صانع نموذجي في الميثولوجيا الفنلندية.
قابيل (ينبغي عدم الخلط بين قابيل، وأخوه هابيل) تم ذكره في التكوين العهد القديم (الكتاب الأول التوراة) بوصفه سميث الأصلي.

### قبل العصر الحديدي
يخرج الذهب والفضة والنحاس من الطبيعة على حالتها الأصلية، على أنها معادن نقية على نحو معقول - قد يكون الإنسان عمل في هذه المعادن أولاً. وهذه المعادن جميعها مرنة جدًا، ومما لا شك فيه أن أول تطوير بشري لتقنيات الطرق تم تطبيقه على تلك المعادن.
أثناء العصر النحاسي والعصر البرونزي، تعلم الإنسان في الشرق الأوسط كيفية يصهر وتذويب وتشكيل وتثبيت و (لمدى محدود) تكوين النحاس والبرونز. البرونز عبارة عن سبيكة من النحاس وحوالي من 10% إلى 20% قصدير. البرونز أفضل من النحاس فقط، وذلك لأنه أكثر صلابة وأكثر مقاومة للصدأ وله نقطة ذوبان أقل (مما يتطلب وقود أقل للصهر والتشكيل). يُستخدم الكثير من النحاس بواسطة دول البحر الأبيض المتوسط والذي يخرج من جزيرة قبرص. معظم القصدير يخرج من كورنوال منطقة في جزيرة بريطانيا العظمى، وانتقل بواسطة الفينيقيين عن طريق البحر والتجار اليونان.
فالنحاس والبرونز لا يمكن تصليدهما عن طريق المعالجة الحرارية، ولكن يمكن تصليدهما فقط عن طريق التصلد بالتشغيل. ولتنفيذ ذلك، يتم الطرق برفق على قطعة البرونز لفترة طويلة من الوقت. وقد يؤدي التدوير الموضعي بالتعرض للضغط إلى التسبب في التغييرات البللورية اللازمة. ومن الممكن ترسيب البرونز الصلد ليتصلب وتصنع منه الأدوات الحادة.
كان الساعاتي يستخدم حتى عهد قريب في القرن التاسع عشر تقنيات التصلد الانفعالي لتصليد أسنان من النحاس التروس والسقاطات. وبمجرد تفريع تلك الأسنان، تنتج عنها أسنان أكثر صلابة ذات مقاومة أعلى للتآكل. وعلى النقيض من ذلك، تترك بقية التروس في حالة أكثر ليونة وصلابة وقدرة على مقاومة التكسير.
ونظرًا لأن البرونز مقاوم للتآكل بدرجة كافية، فقد تستمر الأعمال الفنية المصنوعة من البرونز آلاف السنين سليمة دون أن تتعرض للدمار. ووفقاً لذلك، تحافظ المتاحف بصورة كبيرة على العديد من أمثلة الأعمال المعدنية التي ترجع للعصر البرونزي أكثر منها عن أمثلة الأعمال الفنية الأصغر منها بكثير والتي ترجع لـ العصر الحديدي. ومن الممكن أن تصدأ الأعمال الفنية الحديدية المدفونة بالكامل في فترة أقل من 100 سنة. وهناك أمثلة كثيرة من الأعمال الحديدية القديمة مازالت موجودة مما يعد استثناء من القاعدة.

### العصر الحديدي
تزامنًا مع قدوم الرموز الأبجدية في العصر الحديدي، أصبح البشر مدركين لمعدن الحديد. ففي العصور الأولى، لم تُعرف خصائص الحديد بشكل عام على العكس من خصائص البرونز. وتحتوي الأعمال الفنية الحديدية المتألفة من الحديد النيزكي على تركيب كيماوي بنسبة تصل إلى 40% من النيكل. ومن المفترض حدوث تطور بسيط في مهارات الحدادة الخاصة بالحديد، نظرًا لأن مصدر هذا الحديد نادر للغاية وغير متوقع. وكوننا مازلنا نمتلك أي من الأعمال الفنية المكونة من الحديد النيزكي، فمن الممكن أن ننسب هذا إلى التقلبات المناخية، وزيادة مقاومة التآكل المتوفرة بالحديد بسبب وجود النيكل.
وأثناء استكشاف القطب الشمالي في أوائل القرن العشرين، وجد أن الإنويت القاطنين في شمالي جرينلاند يصنِّعون الشفرات الحديدية من أثر نيزكي النيكل-الحديد الكبيرين. وقد حصلت واشنطن العاصمة على واحد من هذين النيزكين، وتم وضعه تحت وصاية مؤسسة سميث سونيان (Smithsonian).
ويعد الحيثيون من الأناضول هم أول من اكتشف أو طور عملية صهر خامات الحديد حوالي سنة 1500 قبل الميلاد. ويبدو أنهم حافظوا على احتكار قريب لمعرفة إنتاج الحديد لعدة مئات من السنين، ولكن عندما انهارت إمبراطوريتهم أثناء انقلابات شرق المتوسط حوالي سنة 1200 قبل الميلاد، يبدو أن المعرفة قد انتشرت في كل الاتجاهات.
وفي ملحمة الإلياذة للشاعر هوميروس (التي تصف المحاربين الإغريق ومحاربي طروادة في حرب طروادة والعصر البرونزي)، ورد أن أغلبية الدروع والأسلحة (السيوف والرماح) كانت مصنوعة من البرونز. لم يكن الحديد معروفًا في ذلك الوقت، حيث إن رؤوس الأسهم كانت توصف بالحديد وأيضًا تم تسجيل «كرة من الحديد» كجائزة تمنح للفائز بمنافسة.
ومن المحتمل أن تكون قد وقعت تلك الأحداث الموصوفة في حوالي عام 1200 قبل الميلاد، ولكن يعتقد بأن هوميروس ألف هذه القصيدة الملحمية في حوالي عام 700 قبل الميلاد، لذا تظل الدقة هي المشكوك في أمرها.

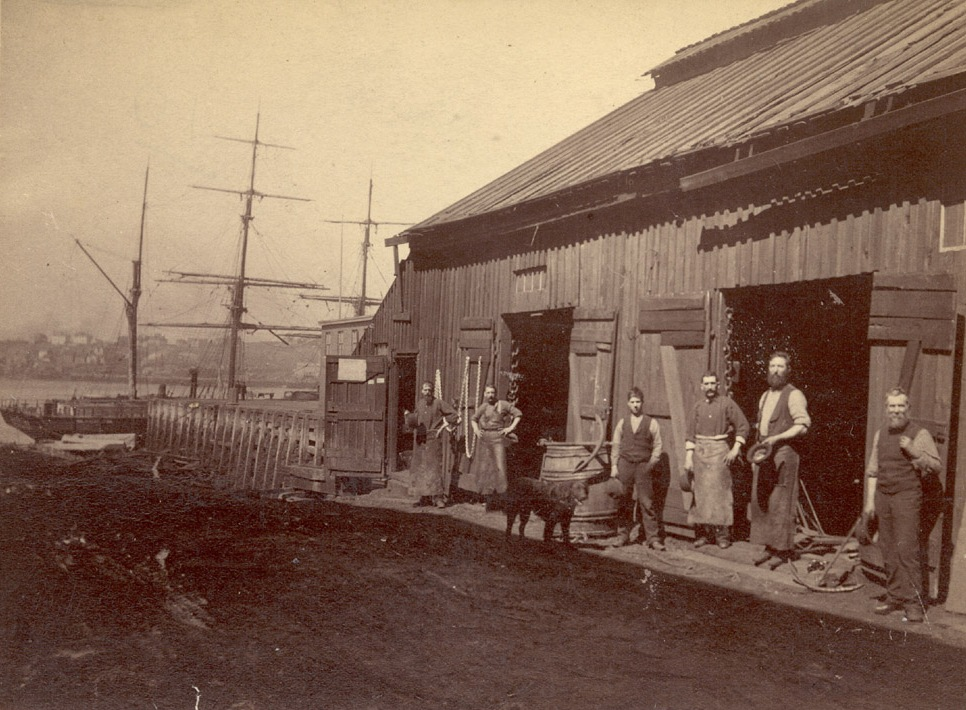
ورشة حدادة في ميناء سانت جون، نيو برانزويك، كندا في أواخر القرن التاسع عشر.

وعندما تم استئناف السجلات التاريخية بعد انقلابات عام 1200 قبل الميلاد والتي نتجت عن العصر اليوناني المظلم، فيبدو أن المصنوعات الحديدية (ويحتمل أعمال الحدادة أيضًا) قد تطورت مثل أثينا، التي نمت بشكل كامل في عهد رئيسها زيوس. وهناك عدد قليل جدًا من الأعمال الفنية لا يزال موجودًا، فقد فقد معظمها بسبب التآكل وإعادة استخدام الحديد كسلعة ذات قيمة. وتشير المعلومات الموجودة إلى أن كل عمليات الحدادة الأساسية كانت قيد الاستخدام عندما وصل العصر الحديدي إلى موقع معين. لذا تعتبر قلة السجلات والأعمال الفنية والتحول السريع من العصر البرونزي إلى العصر الحديدي، هو السبب في استخدام دليل من الحدادة البرونزية للاستدلال على التطورات المبكرة في الحدادة.
وعلى الرغم من أن الحديد عرضة للصدأ، إلا أنه حل محل البرونز حال اجتياح قبائل لحام الحديد لمجتمعات العصر البرونزي وتخللها بالفعل دفاعاتهم البرونزية العتيقة. فالحديد هو معدن أكثر قوة وصلابة من البرونز، وتوجد خامات الحديد تقريبًا في كل مكان. وعلى النقيض من ذلك، فإن رواسب النحاس والقصدير، متفرقة وقليلة، ومكلفة في الاستخدام.
ويختلف الحديد عن أغلب المواد الأخرى (بما فيها البرونز)، حيث إنه لا يتحول بشكل فوري من الحالة الصلبة إلى الحالة السائلة في نقطة الانصهار. الماء (H2O) في الحالة الصلبة (الثلج) عند -1 درجة مئوية (31 فهرنهايت)، وفي الحالة السائلة (ماء) عند -1 درجة مئوية (33 فهرنهايت). وعلى النقيض من ذلك، وبلا شك يتحول الحديد إلى الحالة الصلبة عند 800 °ف (427 °م)، ولكن عند 1,500 °ف (820 °م)، يصبح بلاستيكيًا بشكل أكبر و«مثل الطوفي» كلما زادت درجة الحرارة. كما تعمل درجات الحرارة القصوى هذه على وصف الصلابة المتغيرة للمواد الأساسية التي يعتمد عليها في ممارسة الحدادة.
وهناك فرق أخر رئيسي بين تقنيات تصنيع الحديد والبرونز وهو أن البرونز يمكن أن يذوب. حيث إن نقطة ذوبان الحديد أعلى بكثير من نظيرتها في البرونز. وفي التقاليد الغربية (الأوروبية والشرق الأوسط)، لم تظهر التكنولوجيا التي يمكنها تسخين النار بالقدر الكافي لصهر الحديد حتى القرن السادس عشر، عندما تطورت عمليات الصهر بشكل كبير وكافٍ لاستخدام كير ضخم للغاية. وقد أدى هذا إلى رفع درجات حرارة فرن الصهر بما يكفي لصهر الخامات المنقاة بشكل جزئي والتي تنتج حديد الزهر. وبالتالي فإن المقلاة وأواني الطهي المصنوعة من حديد الزهر لم تكن متوفرة في أوروبا حتى 3000 عام بعد التعرف على عملية صهر الحديد. أما في الصين، ذات التقاليد التنموية المختلفة، أنتجت الحديد الزهر قبل ذلك بـ 1000 عام على الأقل.
وعلى الرغم من توفر الحديد بشكل كبير، فقد كان الصلب عالي الجودة لا يزال نادرًا وباهظ الثمن حتى حدثت التطورات الصناعية في طريقة بسمر وآخرون في الخمسينيات من القرن التاسع عشر. كما أن الفحص الدقيق لأدوات أثرية من صنع الحدادين يظهر بوضوح مواضع اللحام بالطرق على قطع صغيرة من الحديد لتصنيع آلات ذات حواف قاطعة من الفولاذ الصلب (كما هو الحال في الفأس والقدوم والإزميل وغيرها). كما أن إعادة استخدام الصلب عالي الجودة يعد سببًا آخر في عدم وجود الأعمال الفنية.
كما ذكر الرومان (الذي ضمن صناعة أسلحتهم الخاصة بهم من الصلب الجيد) (في القرن الرابع قبل الميلاد) بأن الكلت ممن كانوا يعيشون في وادي نهر بو كان لديهم الحديد ولكن لم يكن لديهم الصلب الجيد. كما سجل الرومان أنه أثناء المعركة، يقوم معارضوهم من الكلت بأرجحة سيوفهم مرتين أو ثلاثة قبل الضغط على سيوفهم لتقويمها.
وفي شبه القارة الهندية، كان الصلب من نوع ووتز "Wootz"، ولا يزال، ينتج بكميات صغيرة جدًا.
وفي جنوب آسيا وغرب إفريقيا والحدادين من الطبقات الاجتماعية الداخلية التي تتحدث في بعض الأحيان لغات مختلفة.

### العصور الوسطى

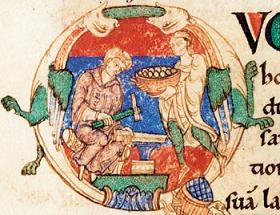
الحداد الراهب، في مخطوطة فرنسية من العصور الوسطى

في العصور الوسطى، كانت الحدادة تعد جزءًا من مجموعة تتكون من سبعة فنون ميكانيكية.
وقبل الثورة الصناعية، كانت «ورشةالحداد بالقرية» شيء أساسي في كل مدينة. حيث خفضت مصانع الإنتاج وعمليات الإنتاج بالجملة الطلب من أدوت الحدادة والخردوات المعدنية.
الوقود الأساسي لنيران اللحام هو الفحم النباتي ولا يمكن أن يحل الفحم محل الفحم النباتي وحتى غابات بريطانيا الأولى (خلال القرن السابع عشر الميلادي)، ثم شرق الولايات المتحدة الأمريكية (خلال القرن التاسع عشر) التي استنفدت كمية كبيرة منه. ويمكن اعتبار الفحم كوقود ثانوي للحدادة، ويرجع ذلك إلى أن معظم الفحم على مستوى العالم ملوث بالكبريت. وتلوث الكبريت لكل من الحديد والصلب يجعلهما مثل عملية «القصف على الساخن»، وعند الوصول لدرجة الاحمرار يصبح كل منهما في حالة «هشة» بدلاً من أن يكون مرنًا. كما يجب أن يكون الفحم المباع والمشترى من وإلى الحداد خاليًا بشكل كبير من الكبريت.
في العصور الوسطى وما قبلها، قضى الحدادون الأوروبيون كثيرًا من الوقت في تسخين وطرق الحديد قبل تشكيله في أشكالها النهائية. على الرغم من عدم وعيهم بالأسس الكميائية، فقد كانوا على وعي بتحسين جودة الحديد. من وجهة النظر العلمية، فإن خفض الحرارة لطرق الحديد يؤدي إلى إزالة الأكسجين (الصدأ) وامتصاص الكثير من الكربون من الحديد، مما يعد تطويرًا كبيرًا لأعلى درجات الصلب عند استمرار المعالجة.

### العصر الصناعي
خلال القرن الثامن عشر، جاب مصنعو أدوات المائدة في شيفلد جميع أنحاء بريطانيا، حيث عرضوا أنواعًا جديدة من الزنبركات على عرباتهم. يلزم تصنيع الزنبركات من الصلب المصلد. في هذه الحقبة الزمنية، كانت هناك منتجات متغيرة تمامًا وهي حصيلة لعمليات إنتاج الصلب: حيث كانت جودة هذه المنتجات مضمونة عند البيع لأول مرة. وقد ثبت أن هذه الزنبركات التي تمكنت من مقاومة خطر التهشم في ظل الاستخدام القاسي بالطرق الخشنة هي أفضل أنواع الصلب جودة. كانت الشهرة الكبيرة لأدوات المائدة في شيفلد (السكاكين، والمقصات، إلخ) حصيلة لهذه الأطوال القصوى التي ترغبها الشركات، لضمان استخدام أعلى درجات الصلب أثناء عملية التصنيع.[بحاجة لمصدر]

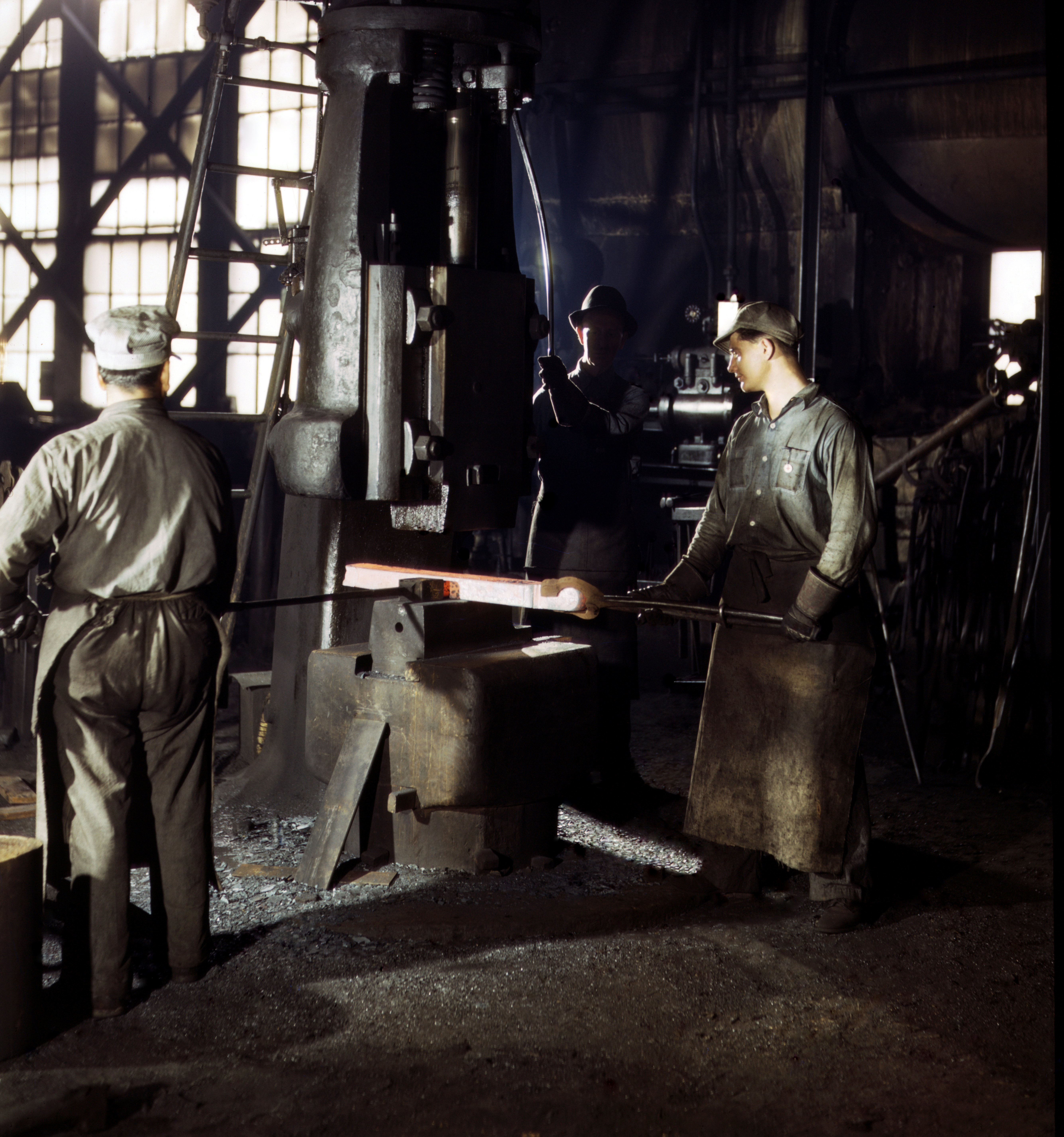
حدادون في ورش سكة حديد أتشيسن توبيكا وسانتا في توبيكا، كانساس, 1943

 أثناء النصف الأول من القرن التاسع عشر، أدرجت حكومة الولايات المتحدة معاهداتهم مع العديد من قبائل الأمريكيين الأصليين حيث نصت على توظيف الولايات المتحدة للحدادين وعمال التطريقفي حصون الجيشبغرض توفير المعدات الحديدية وخدمات الصيانة والإصلاح للأمريكيين الأصليين.[بحاجة لمصدر]
من بداية القرن التاسع عشر حتى منتصفه، كانت الجيوش الأوروبية  بالإضافة إلى جيوش الحكومة الفيدرالية للولايات المتحدة والكونفدرالية بتوظيف الحدادين لتصنيع نعل الخيول وتصليح المعدات مثل العربات وسرج الحصان والمعدات المدفعية. وقد كان الحدادون يعملون بشكل أساسي على تشكيل عربة نقل البضائع حيث يتم توصيلها بـ مقدمة عربة المدفع وتصميم وإنشاء العربات المتصلة على وجه التحديد على غرار العربات التي تسير على عجل الموجودة في ورش الحدادين لحمل المعدات المهمة واللازمة للعمل.
استخدم بعض الحدادين المخارط المستخدمة بدرجة كبيرة في منتجات تشكيل الأخشاب.[بحاجة لمصدر] منذ العصور الوسطى. في عام 1970، اخترع هنري ماودسلاي أول خراطة لقطع المسامير حيث كانت نقطة التحول التي أعطت إشارة البدء لاستبدال الحدادين بـ الميكانيكيين في المصانع لتوفير احتياجات الأجهزة للعامة.
لم يخترع صامويل كلوت ولم يقم بتحسين الأجزاء القابلة للتبادل، ولكن إصراره هو (وأصحاب المصانع في ذلك الوقت) على تصنيع الأسلحة النارية بهذه الخاصية، كان خطوة أخرى للقضاء على دور الحرفيين والحدادين العاملين في المعادن. (انظر أيضًا ايلي ويتني).
نظرًا لانخفاض الطلب على منتجاتهم، اتجه العديد من الحدادين إلى زيادة أجورهم بالعمل في تصنيع نعل الخيول. يعرف مُصنع نعل الخيول على مر التاريخ في اللغة الإنجليزية باسم البيطار. عند اختراع السيارات، استمر عدد الحدادين في الانخفاض، حيث أصبح الكثيرين من الحدادين السابقين ضمن الجيل الأول لميكانيكا السيارات. كانت الضربة القاضية للحدادة في الولايات المتحدة في الستينيات من القرن العشرين، عندما ترك الحدادين السابقين المهنة ودخلها عديد قليل من الأشخاص. في هذه الأثناء، كان معظم العاملين في الحدادة هم نفس الأشخاص القائمين بعمل البيطار، لذلك أصبح مصطلح الحداد حكرًا على مهنة السائس.
خلال القرن العشرين، استخدمت أيضًا الغازات المختلفة (الغاز الطبيعي والأسيتلين، إلخ.) كأنواع وقود للحدادة. بما أن هذه الغازات تعد أمرًا جيدًا للحديد المستخدم في الحدادة، فيجب توخي الحذر حين استخدامها في الصلب المستخدم في الحدادة. بما أن قطعة الصلب تُسخن كل مرة، فهناك اتجاه لنزع الكربون من محتوى الصلب (إزالة الكربون). يؤدي ذلك إلى نزع قطعة من الصلب ذات طبقة فعالة من الحديد غير الصلب الموجودة على سطحه. إن الفحم النباتي التقليدي أو تشكيل الفحم ما هو إلا كربون حقيقي. يجب اختزال الهواء في النيران وحولها بشكل مباشر، في الفحم النباتي/نيران الفحم المنظمة بشكل صحيح. في هذه الحالة، وبدرجات حراراة مرتفعة، هناك ميل لامتصاص الكربون المتبخر من الصلب والحديد، ومقاومة أو إبطال الاتجاه نحو نزع الكربون. يعد ذلك أمرًا مشابهًا للطريقة التي تم بها تطوير حالة الصلب حيث تم تجريبها على قطعة من الحديد تحضيرًا لـ التقسية السطحية.

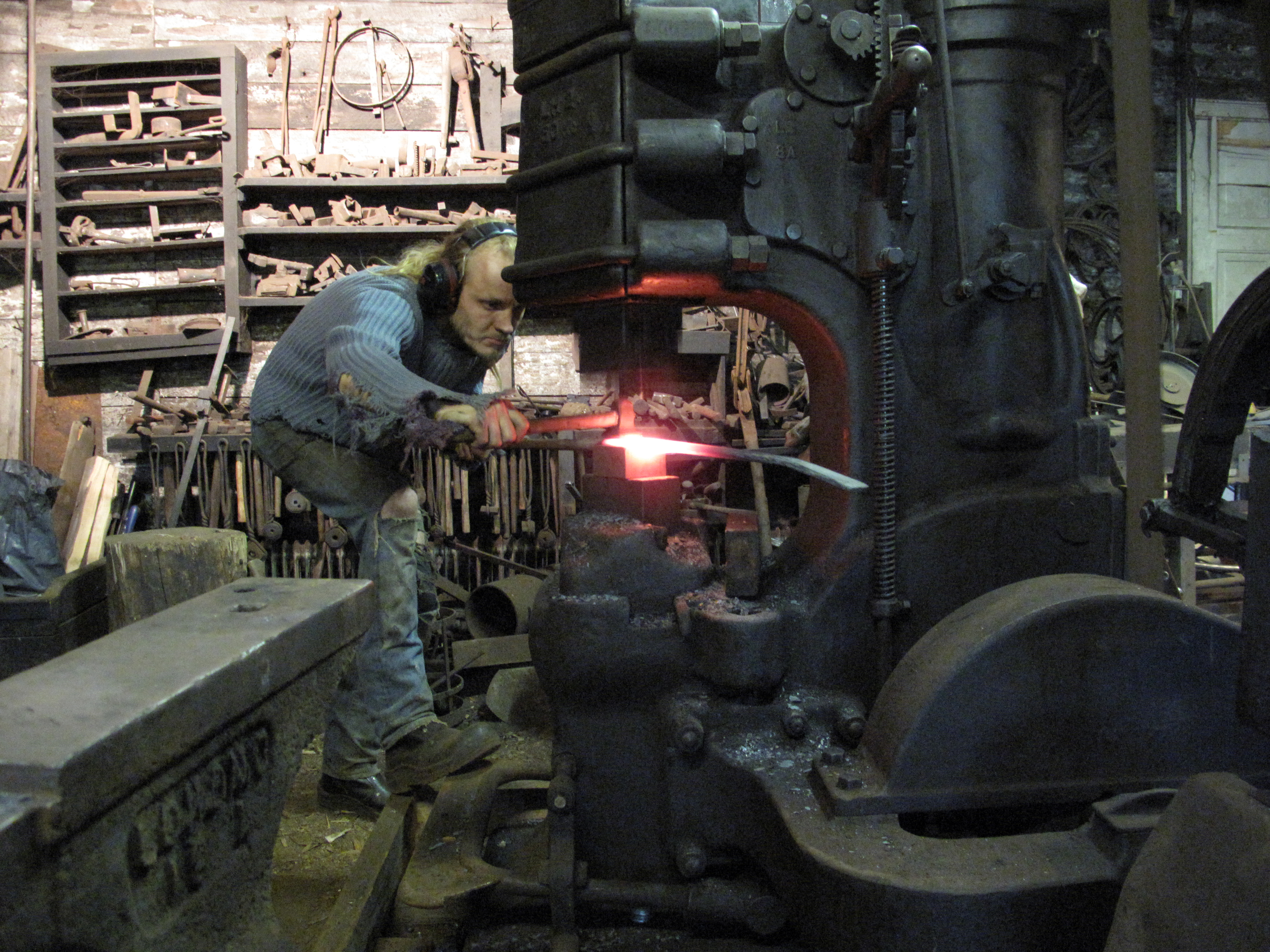
حداد فنان يعمل بمطرقة ألية في بودوم، فنلند، 2011

ظهر اهتمام جديد بمهنة الحدادة كجزء من النزعة المقصودة من الجملة الشهيرة «اصنعها بنفسك» و«الاكتفاء الذاتي» في السبعينيات من القرن العشرين. في الوقت الحالي، هناك العديد من الكتب والمنظمات والأفراد يعملون على تعليم العامة كل شيء عن الحدادة؛ بما في ذلك المجموعات المحلية للحدادين الذين يقومون بتشكيل الأندية مع بعض هؤلاء الحدادين وتنظيم المظاهرات أمام المواقع التاريخية وفي ذكرى الأحداث التاريخية. يطلق بعض الحدادين ممن يقومون بتشكيل القطع المعدنية المزخرفة في العصر الحديث على أنفسهم الحدادين الفنانين.
بما أن الدول المتقدمة قد شهدت تراجعًا وإعادة الصحوة للاهتمام بالحدادة، فإن العديد من الحدادين في الدول النامية استمروا على نفس المنهاج الذين اتبعوه من قبلهم لمدة 3500 عام: حيث يتم تصنيع وإصلاح الحديد وأدوات الصلب والأجهزة للعامة في المناطق المحلية.

## بطولة العالم للحدادين، مسابقات البيطاريين
تنعقد مسابقة البيطاريين ضمن بطولة العالم للحدادين كل عام خلال سباق كالغاري (Calgary Stampede). كل عام منذ عام 1979، يتسابق كبار الحدادين العالمين في كالغاري، ألبرتا، حيث يؤدون حرفتهم أمام الآلاف من المشاهدين وتعليم وإمتاع العامة بمهاراتهم وقدراتهم. تتكون المسابقة من سلسلة خاصة بطرق الحديد وتصنيع حدوات الحصان وبعض أنشطة الفرق؛ حيث يحصل المتسابق على نقاط عند قبول عمله وترشيحه ضمن العشرة المرشحين للمنافسة على جائزة مالية قدرها 35000 دولار. ويتم تتويج الفائز بلقب بطل العالم للحدادة. تُستخدم ستة أطنان من فحم الكوك (للحصول على الوقود من الفحم) و1.300 قدم خطية من مخزون قضيب الصلب.

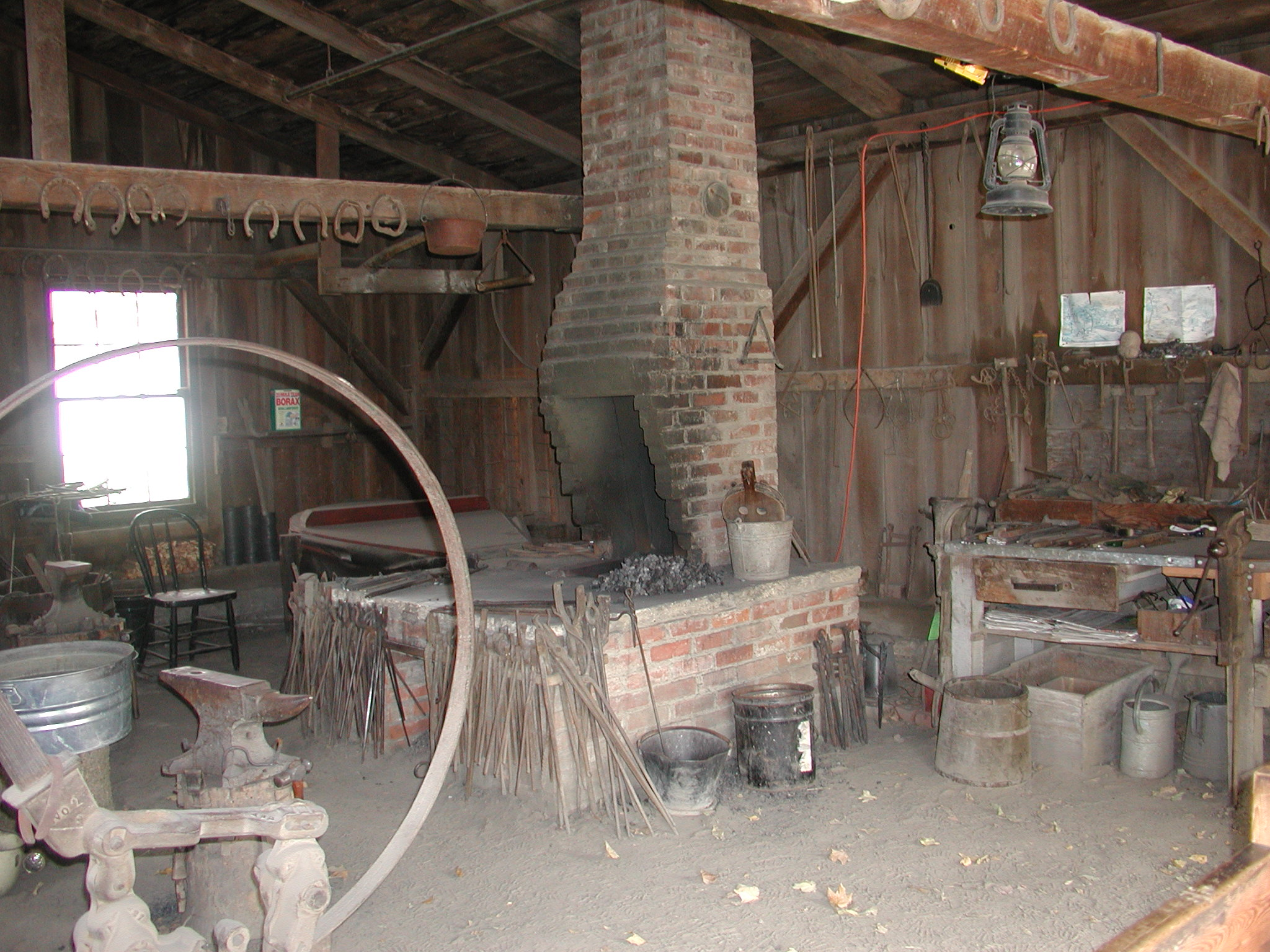
ورشة حدادة جيسي هوفر، موقع هربرت هوفر التاريخي الوطني.

## الحواشي
1. ↑  Bealer، Alex W. (1996) [1964, 1976]. The Art of Blacksmithing (ط. Castle Books Revised edition). Castle Books. {{استشهاد بكتاب}}: |طبعة= يحتوي على نص زائد (مساعدة)
2. ↑  Schaefer، Bradley E. "Meteors That Changed the World". Meteors. SkyandTelescope.com. مؤرشف من الأصل في 2014-02-22. اطلع عليه بتاريخ 2010-07-07.
3. ↑  An Aide-Memoire to the Military Sciences volume 1 by Royal Engineers, British Service, 1845, Col. G.G. Lewis, senior editor
4. ↑    1. The Ordnance Manual For The Use Of The Officers Of The Confederate States Army, 1863 reprinted by Morningside Press 1995, ISBN 0-89029-033-4
5. ↑    1. The ordnance manual for the use of officers of the United States army, 1861, reprinted by Scholarly Publishing Office, University of Michigan Library, December 22, 2005, ISBN 1-4255-5971-9
6. ↑  David Einhorn (2010). Civil War Blacksmithing. CreateSpace Publishers. ISBN:978-1456364816.
7. ↑  "Stampede Agriculture - 30th Anniversary World Championship Blacksmiths' Competition 2009". Ag.calgarystampede.com. مؤرشف من الأصل في 2018-04-18. اطلع عليه بتاريخ 2012-02-14.

## وصلات خارجية
- Royal Naval Museum - Sea Your History - Blacksmiths
- Find Blacksmiths In the UK with The National Directory Of Blacksmiths نسخة محفوظة 29 أبريل 2021 على موقع واي باك مشين.
- "Be Your Own Blacksmith" , Popular Science, January 1949 basics of being a blacksmith
- (ABANA) The Artist Blacksmith's Association of North America, Inc.
- Family of English blacksmiths dateing back to c1550. نسخة محفوظة 19 أبريل 2015 على موقع واي باك مشين.
- Blacksmith Scene (1893) (video) على يوتيوب
- Blacksmiths Welding The Big Ring (1904) (video)
- Forging of Chain by Two Blacksmiths (video) على يوتيوب